# Animal (personaggio)
Animal è il batterista del Muppet Show, che si esibisce con la band del Dr. Denti e gli Electric Mayhem. Animal è un percussionista particolare che conosce solo tre tipi di musica: forte, più forte e assordante. Parla in maniera gutturale, spesso ripetendo poche e semplici frasi come "tamburi! tamburi!" o "DON-NA!". Nei momenti di tranquillità, assolutamente rari, è capace di conversazioni più coerenti. Animato da Frank Oz prima, e da Eric Jacobson ora.

## Caratteristiche
Tra i Muppet è il più brutto esteticamente ed è caratterizzato dalla carnagione arancione, barba e capelli rossi come il naso, folte sopracciglia nere e denti appuntiti. Nella serie animata Muppet Babies il suo viso è rosa scuro, mentre indossa una cuffietta in testa e cammina carponi. Durante il Muppet Show, Floyd si è preso particolarmente cura di Animal e lo ha "ammaestrato" come se fosse un cane comandandolo con piccoli e semplici comandi. Lo stile musicale di Animal da selvaggio percussionista ricorda quello del batterista inglese Keith Moon, anche se il suo aspetto non è ispirato ad un musicista veramente esistito.
Animal ha avuto molte interazioni con gli ospiti speciali: sfidò Buddy Rich, alla sua batteria, in una selvaggia battaglia di batteristi; in un altro episodio contro Harry Belafonte, sul suo tamburo, finché lui ed Animal non svengono, sfiniti dalla stanchezza. Animal serbò rancore nei riguardi di Dudley Moore per averlo sostituito con una macchina in grado di riprodurre qualunque suono e melodia e diventò amico di James Coburn.
In ancora un altro episodio, durante il brano musicale Fever eseguito da Rita Moreno, Animal continuò ad interrompere Rita suonando la sua batteria al momento sbagliato; dopo un po', stufa, Rita colpisce la testa di Animal con due piatti e quest'ultimo esclama "Questo è il mio tipo di donna!".
In uno sketch del Muppet Show, l'ospite speciale Jim Nabors, per incoraggiare Animal, gli disse di "Spezzarsi una Gamba" (figura retorica che corrisponde a dire "In Bocca al Lupo", ma Animal prende alla lettera la figura retorica e con un martello cerca di rompere la gamba di Jim).
Animal è stato spesso raffigurato come un donnaiolo, ad esempio: nel film Giallo in casa Muppet, quando i Muppet si trovano alle prese con le ladre del diamante di Lady Holiday, Animal le insegue urlando "DON-NA!", a partire da questo film, questa gag è stata spesso ripetuta. Nel film I Muppet, quando la banda ha preso strade diverse, Animal ha partecipato ad una terapia per il controllo della rabbia che si rivela essere inutile quando incontra di nuovo gli altri suoi amici Muppet.